# Krasnyj Sulin
Krasnyj Sulin è una città della Russia europea meridionale (oblast' di Rostov).
Sorge nel bacino carbonifero del Donbass, sulle sponde del fiume Kundrjuč'ja (affluente del Severskij Donec), nella parte orientale delle alture del Donec, 100 chilometri a nordest del capoluogo regionale Rostov sul Don.